# Salmonella
Salmonella é um gênero de bactérias, vulgarmente chamadas salmonelas, pertencente à família Enterobacteriaceae, sendo conhecida há mais de um século. Tem, em seu nome, uma referência ao cientista estadunidense chamado Daniel Elmer Salmon, que associou a doença à bactéria pela primeira vez. As doenças causadas por salmonela e transmitidas por alimentos são consideradas um dos problemas mais alarmantes de saúde pública em todo mundo.[carece de fontes?]
São bactérias gram-negativas, em forma de bacilo, na sua maioria móveis (com flagelos peritríquios), não esporuladas, não capsuladas, sendo que a maioria não fermenta a lactose. As salmonelas são um gênero extremamente heterogêneo, composto por três espécies, Salmonella subterranea, Salmonella bongori e Salmonella enterica, esta última possuindo, atualmente, 2610 sorotipos. A classificação em serogrupos depende do antigénio O, enquanto a classificação em serótipos depende do antigénio H.[carece de fontes?]
O trato intestinal do homem e dos animais é o principal reservatório natural deste patógeno, sendo os alimentos de origem aviaria importantes vias de transmissão.[carece de fontes?]
Dentre as de maior importância para a saúde humana, destacam-se a Salmonella typhi (Salmonella enterica enterica sorovar Typhi), que causa infeções sistêmicas e febre tifoide – doença endêmica em muitos países em desenvolvimento – e a Salmonella Typhimurium (Salmonella enterica enterica sorovar Typhimurium), um dos agentes causadores das gastrenterites.

## Patogênese
A salmonela, após ser ingerida pelo hospedeiro, passa pelo estômago, se multiplicam, aderindo-se e penetrando nas células epiteliais da região ileocecal. Migram para a lâmina própria levando à resposta inflamatória mediada por liberação de prostaglandinas, que estimulam o AMP cíclico produzindo secreção ativa de fluidos, que resulta em diarreia, ligando-se por meio de fímbrias específicas da espécie às células M. A bactéria introduz Sips ou SSps que levam a um rearranjo do citoesqueleto da célula M. Deste modo, a bactéria é envolvida por um fagossoma, induzindo a morte da célula hospedeira, e se dissemina para os tecidos adjacentes, explicando assim, a infeção do trato gastrintestinal.[carece de fontes?]

## Epidemiologia

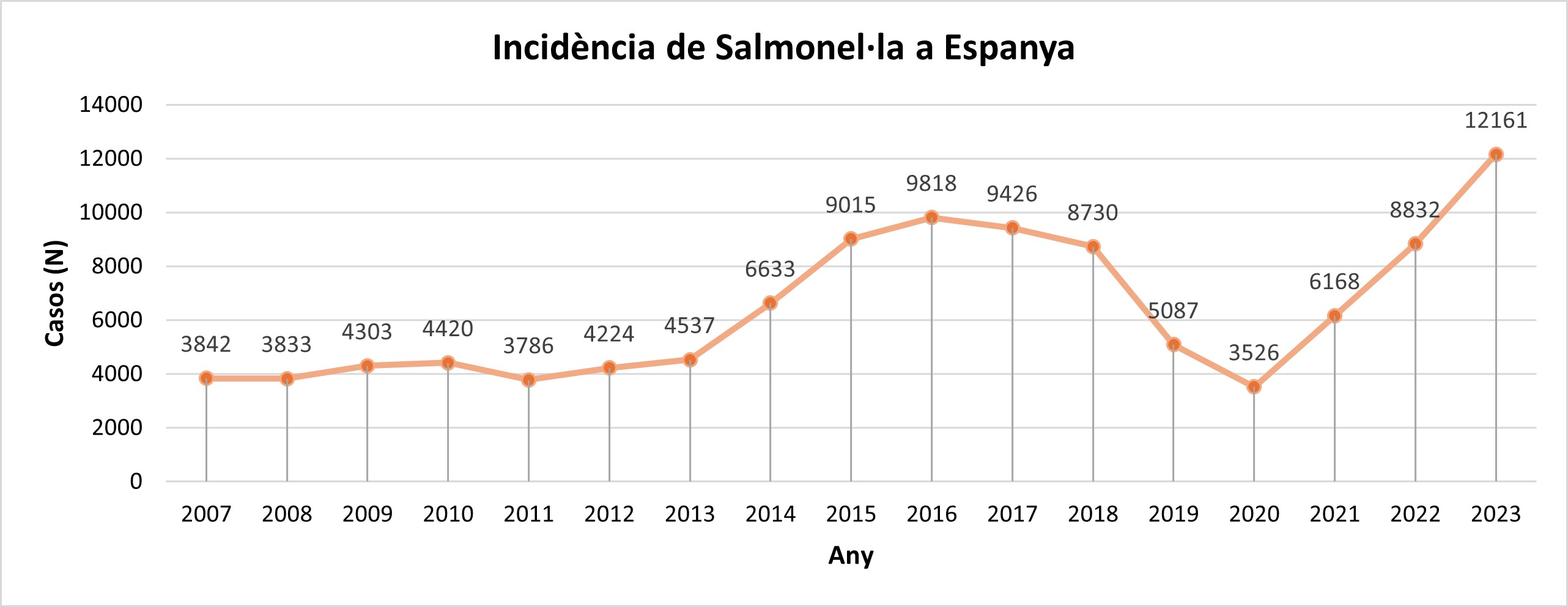
Esse gráfico mostra a incidência de salmonella na Espanha entre os anos de 2007 e 2023.

Salmonella spp. pode colonizar todos os animais, enquanto que na Salmonella Typhi, o humano é o único reservatório. A salmonelose febre tifoide é endémica nos países subdesenvolvidos. Embora tenham sido encontradas resistências via plasmídeos ao cloranfenicol, ampicilina, a Salmonella Typhi tem baixa dose infeciosa (ao contrário de outros serótipos de Salmonella).[carece de fontes?]
Boa parte dos répteis são parasitados por salmonelas, e o contato com suas fezes ou vestígios fecais pode ocasionar a contaminação, Portanto, é importante cuidado higiênico pessoal e limpeza do ambiente no manuseio de répteis de estimação, como jabutis, tartarugas de aquário, iguanas e serpentes.[carece de fontes?]

## Doença e Sintomas
Patologias como gastroenterite, seticemia, febre entérica causam os sintomas da salmonelose.[carece de fontes?]
A colonização crônica por Salmonella typhi por um período superior a 1 ano após a doença sintomática pode ser assintomática, sendo a vesícula biliar o reservatório bacteriano preferencial.[carece de fontes?]

## Transmissão
- Ingestão de alimentos contaminados.[carece de fontes?]
- Ingestão de água contaminada
- Disseminação fecal-oral;
- Contacto com pessoas doentes ou portadores assintomáticos.

## Prevenção
- Lavar frequentemente as mãos;[carece de fontes?]
- Evitar alimentos crus ou mal cozidos (ex.: ovos, frutas, peixes, palmitos);
- Correta pasteurização do leite e cocção de outros produtos como azeitonas, palmitos, etc.
- Controle de pragas urbanas, especialmente ratos, baratas e formigas, uma vez que frequentam esgotos e podem veicular mecanicamente sorotipos de Salmonella para os alimentos.

### Vacinação
Apenas em populações com alto risco. A vacina é baseada no antígeno do polissacarídeo VIi.[carece de fontes?]

## Diagnóstico laboratorial
Para identificação do micro-organismo, realizam-se hemoculturas, que na primeira semana da doença, dão resultado positivo. Podem também fazer-se coproculturas, mas só após a terceira semana da doença dão resultado positivo. Outros métodos incluem a reação de Widal, que fazem a pesquisa de anticorpos anti-O, anti-H e anti-Vi da Salmonella. Esta reação não é específica: se o título anti-O for elevado, é sugestivo de Salmonella typhi, mas não específico, porque existem outras salmonelas que partilham esse antígeno. Se o título anti-H for elevado, podem existir reações cruzadas, o que leva a difícil interpretação. O título anti-Vi elevado, ocorre apenas 3 a 4 semanas da doença, sendo de pouca utilidade no diagnóstico precoce. O hemograma, em 26% dos pacientes, revela leucopenia e neutropenia. O isolamento do micro-organismo é o diagnóstico definitivo.[carece de fontes?]

## Detecção em alimentos
Salmonella  é um risco em potencial para o consumidor, cuja disseminação  é facilitada, na atualidade, pela mudança nos hábitos alimentares da população. A necessidade de elevar a produção de alimentos que muitas vezes não leva em consideração as boas práticas de fabricação (BPF) que são normas a serem seguidas por um estabelecimento para garantir a fabricação de alimentos seguros que não coloquem em risco a saúde do consumidor, que incluiem desde cuidados com a matéria-prima, fabricação, o armazenamento,  transporte até o consumo final.
A metodologia para a detecção de Salmonella spp. em alimentos  é diferente das realizadas em laboratórios clínicos. E na sua metodologia  requer algumas etapas a serem seguidas até a confirmação em testes bioquímicos.

### Pré-enriquecimento
O pré-enriquecimento é uma etapa de recuperação das células da salmonellas que por sua vez, podem estar presente em um alimento mas em pequenas quantidades e que  durante o processo de fabricação de um alimento podem ter sofrido enjurias como alta temperatura e assim perdendo suas funções celulares, então,  há a necessidade de recuperação das células em meios de cultura  não seletivos. Os danos causados em alguma etapa do processamento só pode ser revesíveis se oferecer condicções favoráveis  as células tais como a inoculadas em meios não seletivos ricos em nutrientes como a água peptonada tamponada, caldo lactosado, dentre outros. Nessa etapa não se pode utilizar um agente seleivo devido  as células não sobreviverem ou perderem sua capacidade de profliferação.
Os meios utilizados no pré-enriquecimento devem estar em uma faixa de pH entre (3, 4-, 7, 0) e suas variações e a temeperatura de incubação entre 37ºC com 1ºC de variação por  um tempo de 16-24 horas. Nessa etapa  também se pode acrescentar reagentes que inibem o desenvolvimento de microbiota acompanhante da salmonella como o verde brilhante, o tretationado e bile.

#### Enriquecimento seletivo
Essa etapa favorece a proliferação das células viáveis de Salmonella e juntamente com a microbiota acompanhante se não for acrescentado inibidores da salmonella durante a etapa de enriquecimento. Na seletividade utiliza-se uma temperatura  41, 5ºC com variação de 1ºC por um  tempo de 18-24 horas e os meios podem ser o Caldo Rappaport Vassiliadis Soja (RVS),  o caldo Tretationato,  dentre outos. Geralmente são utilizados dois tipos de caldo seletivo devido a resistência da salmonella aos agentes seletivos.  A seletividade do RVS é baseada na sua composição que há a presença do verde de mlaquita oxalato e no pH ácido (5,1), o Tretrationato possue varias formulações e a seletividade está na presença de verde brilhante, bile, iodo e Tiossulfato de sódio.  A adição do iodo ao caldo Tretrationato deve ser no momento da realização da análise  pois ele reage com o tiossulfato para formar o tretrationato.

### Isolamento em meio Seletivo (plaqueamento)
Essa etapa é de suma importância para a diferenciação de outros grupos de bactérias, pois o objetivo é isolar Salmonella  em meios sólidos que contenham propriedades inibitórias . Os meios sólidos são baseados na inacapacidade de muitas  Salmonellas de não serem fermentadoras de lactose e em alguns casos, como a sacarose e bem como a capacidade de produção de Sulfeto de Hidrogênio.
Vários meios podem serem empregados para essa etapa como o  Ágar Entérico de Hectoen (HE), o Ágar Xilose Lisina Desoxicolato (XLD) , e essa escolha depende do procedimento do laboratório em questão. O isolamento consiste em retirar uma alíquota de meios seletivos e estriar  com alça de inóculação estéril em placas de petri conténdo os meios da preferência do laboratório e incubar a uma temperatura de 37º C por 24  horas. Os meios mais utilizados são os que diferenciam Salmonellas através da não fermentação da lactose e da produção de Sulfeto de Hidrogênio, como há cepas que fermentadoras de lactose ou não produzem o Sulfeto de Hidrogênio é importante que o segundo ou o terceiro meio empregado no plaqueamento não seja baseado nessas duas características.

### Confirmação
A confirmação tem como objetivo verificar se há o crescimento de colônias típicas de Salmonella ou não. Se houver o crescimento de colônias típicas de salmonella em meios sólidos é necessário realizar os testes bioquímicos  e sorológicos. Se não houver o crescimento de colônias típicas as análises são encerradas na fase de isolamento em meios seletivo. Para a confirmação  requer a purificação das colônias típicas em meios como o Ágar Nutriente, com o objetivo de obtenção de colônias puras de  salmonella sem microbiota acompanhante.   Geralmente para o teste bioqúimico utiliza-se o  kit API 20E (sistema de identificação das Enterobacteriaceae e outros bacilos gram negativos não fastidiosos) e a confirmação sorológicas é realizada através da observação da aglutinação com a presença de antígenos poli "O" e poli "H" e se a Salmonella não estiver presente  não há  aglutinação.
Os testes bioquímicos têm incubação de 24 horas e a leitura é realizada através da observação de reações bioqúimicas  contídos no Kit API 20E e a aglutinação é ocasionada ser houver a presença da salmonella  e o resultado da reações  é semelhante a  leite coagulado.
As colônias típicas de salmonella em meios de plaqueamento como o HE são transparentes verde-azuladas, com ou sem centro negro, as cepas produtoras de  de H2S podem produzir colônias com centro negro grande e brilhante ou inteiramente negras. As cepas que fermentam a lactose ou sacarose são de cor salmão e não transparentes.
A presença de Salmonella em meio XLD  causa uma alteração no mesmo apresentando uma zona avermelhada diferente da cor característica do meio. As colônias típicas no meio XLD  podem apresentar coloração rosa  ou com centro negro envolvida com  halo esbranquiçado ou transparente . Cepas que produzem H2S podem apresentar centro negro grande e brilhante, ou inteiramente negras e com halo, as negativas produzem colônias cor de rosa com centro mais escuro, mas não preto, e as cepas lactose positiva produzem colônias amarelas com ou centro negro.